# 协格尔镇
协格尔镇（藏語：ཤེལ་དཀར།，威利转写：shelkhar，意為“草坪山”）是中华人民共和国西藏自治区日喀则市定日县下辖的一个乡镇级行政单位，也是定日縣縣政府所在地，人口大约523人。该镇是攀登珠穆朗玛峰 和卓奥友峰的登山者的一个大本营。协格尔镇位于珠穆朗玛峰西北方向，距珠穆朗玛峰约60公里。距中尼边境约50公里。 海拔4300米。该镇是一个为攀登珠穆朗玛峰而设立的新镇。

## 行政区划
协格尔镇下辖以下地区：
林嘎萨巴村、曲下村、奶村、波村、查那村、秋来村、多杰村、帕来村、玛辖村、嘎点村、奶色母村、恰布村、加隆村、冲萨村、曲洛村、卡娃辖村、加布村、朗嘎村、白坝村、其尺村、除西村、奶桑村、热拉木村、江东村、玛仓娃村、乃沃村、恰来村、鲁鲁辖村和翁嘎村。

## 旅游
协格尔曲德寺距镇中心7公里，文化大革命時被毀，1985年修复，现有殿堂4个，僧侣四十余人。 
这里因珠穆朗玛峰、洛子峰和马卡鲁峰的景色而著名，这些山峰围绕着这座县城。

## 经济
在过去，来自尼泊尔的夏尔巴人在此用粮食和铁器，交换西藏的毛绒制品。

## 地理
协格尔镇位于雅鲁藏布江河谷。人们称这个4500米高的高原为定日平原.
镇东的洛洛曲注入雅鲁藏布江。又浅又湍急的河流造就了优良的高原牧场。

## 生物
协格尔镇过去有大量的瞪羚，岩羊，羚羊和西藏野驴。不过，大多数动物现如今已经离开了这里
定日 Lankor (定日 glang 'khor) - 當巴桑的故居在1097年由南印度佛教界捐建 , 帕當巴桑 (1117)五次来到西藏并且捐助修建了布达拉宫。这些正在修缮中. 

协格尔镇
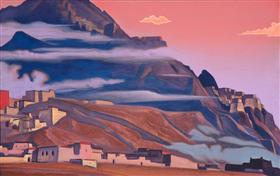
1933年尼古拉斯·洛里奇所繪协格尔曲德寺
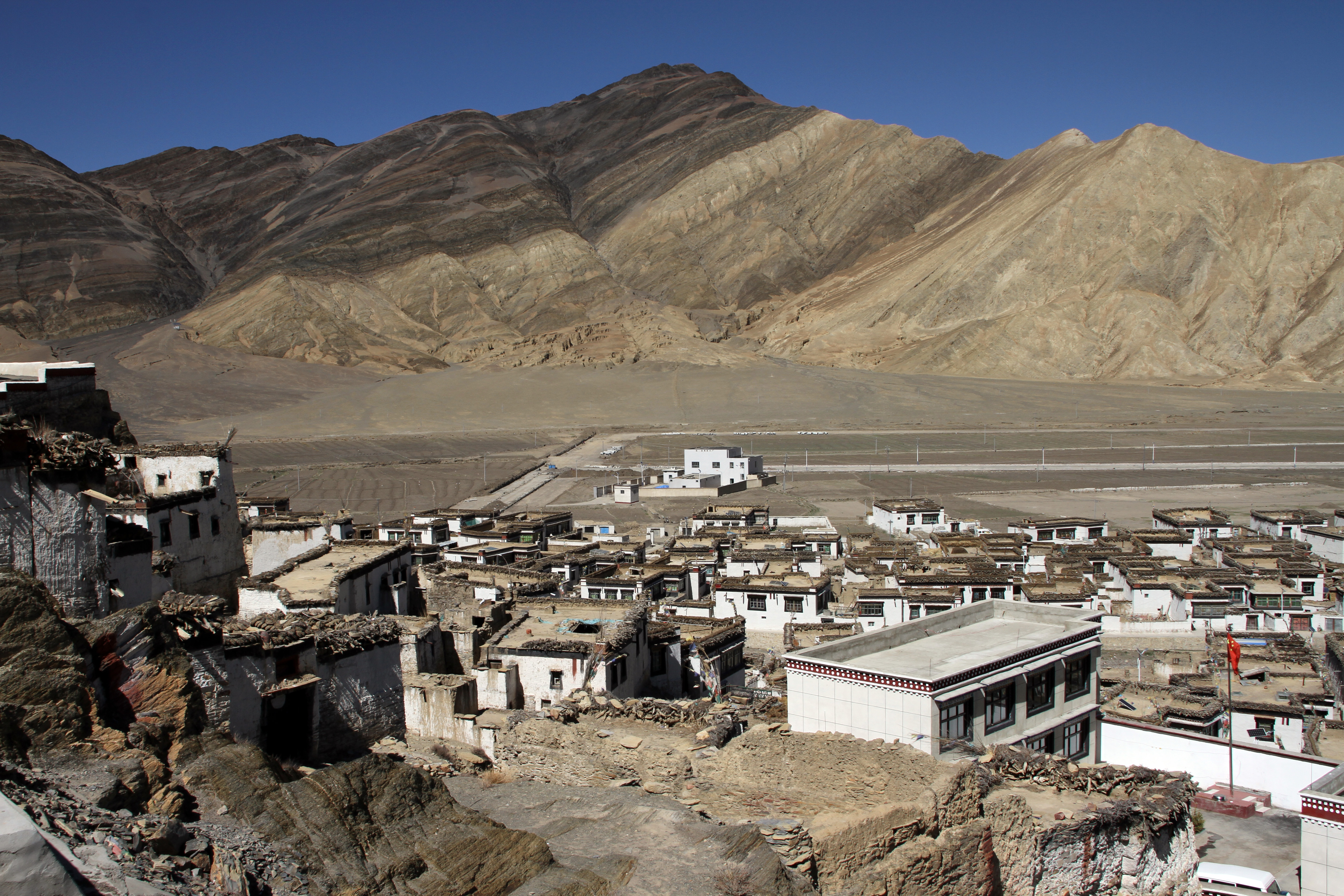
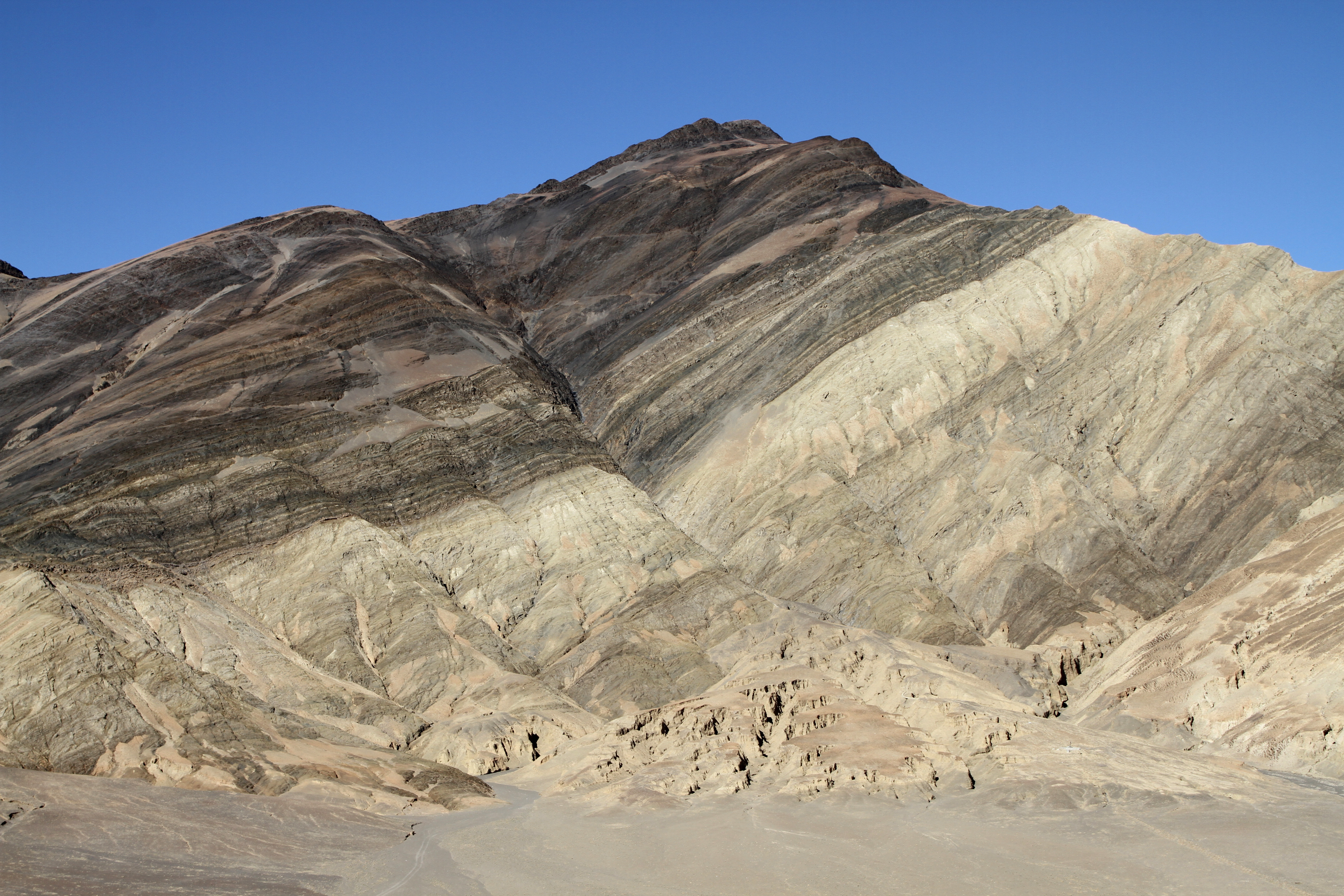
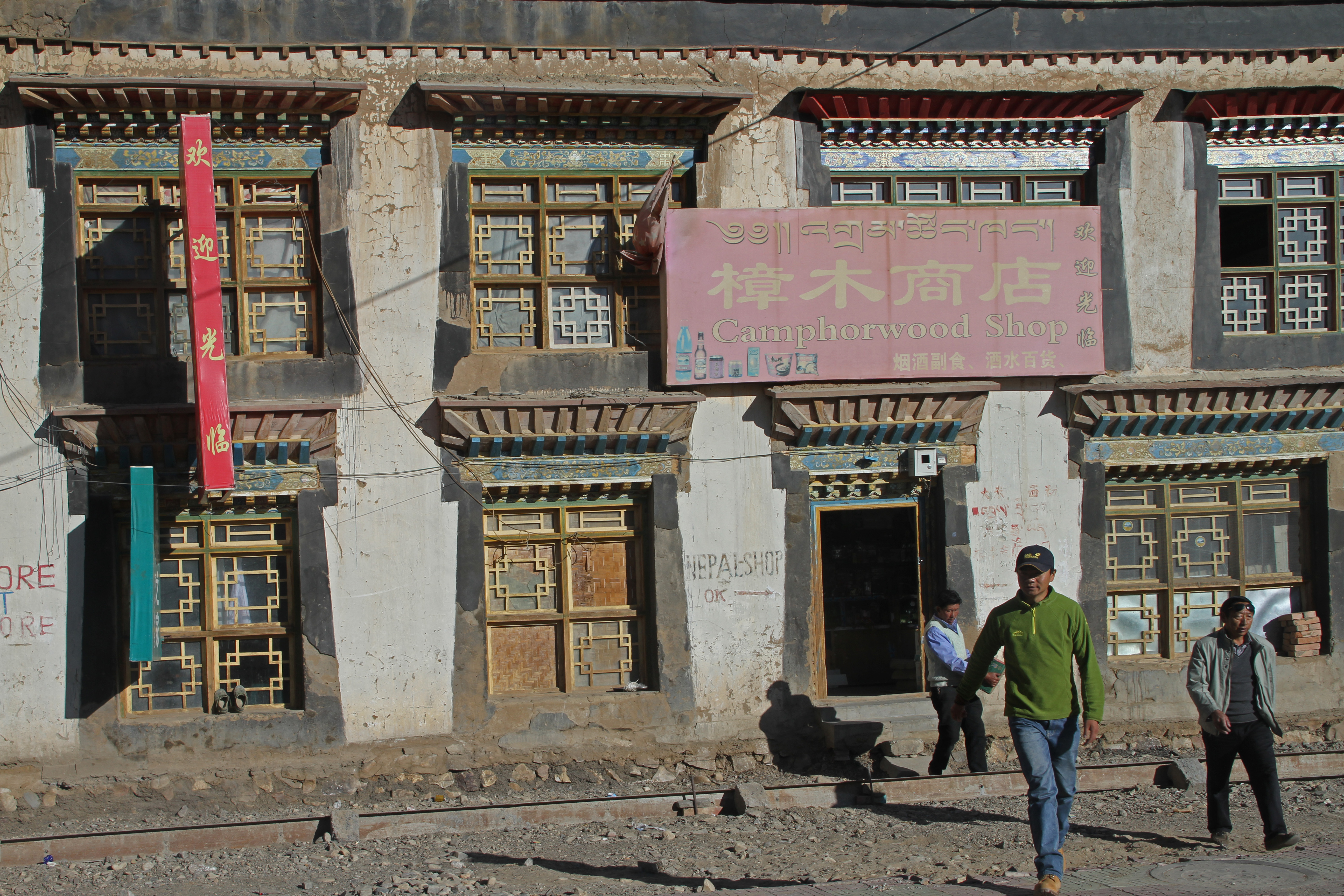
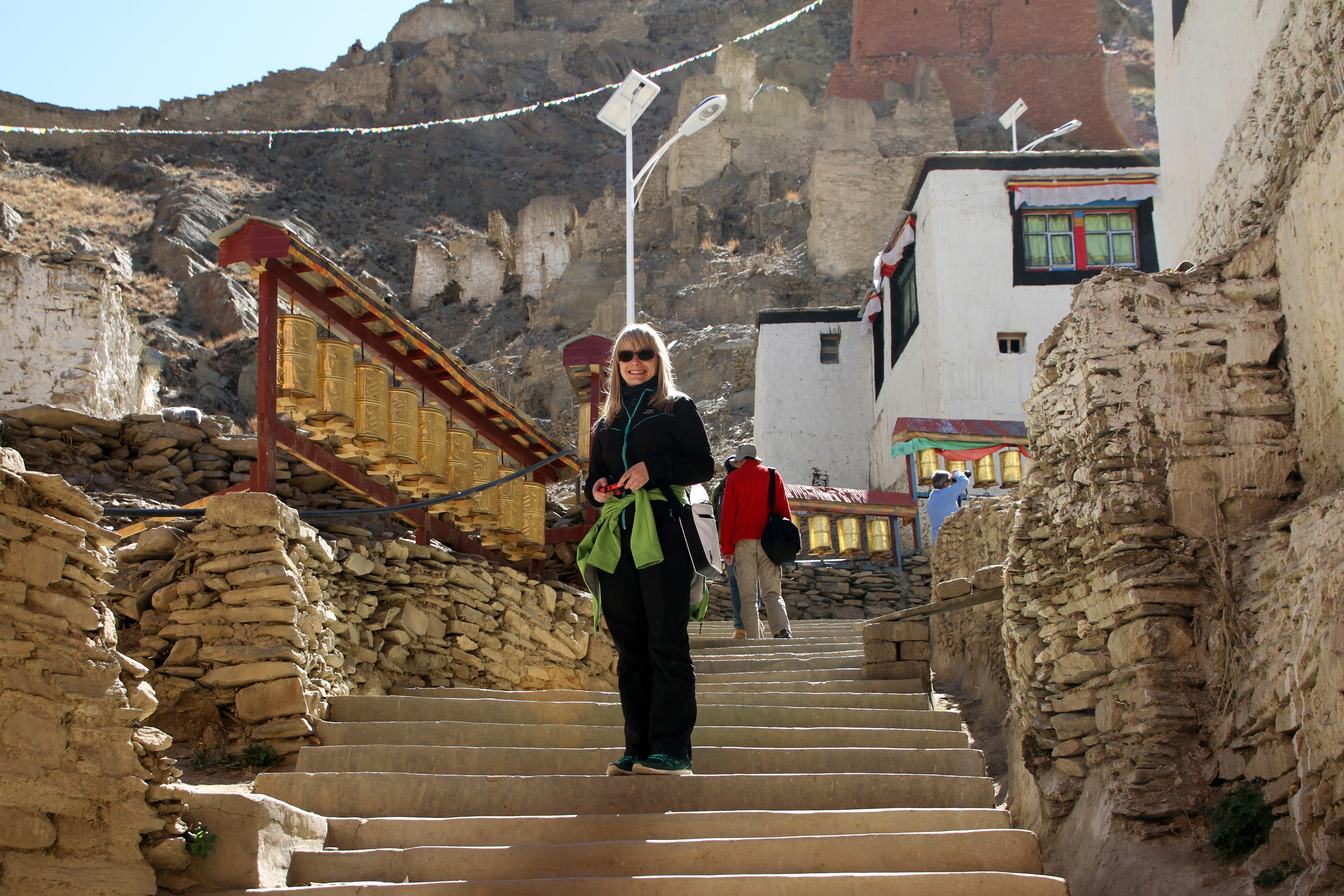
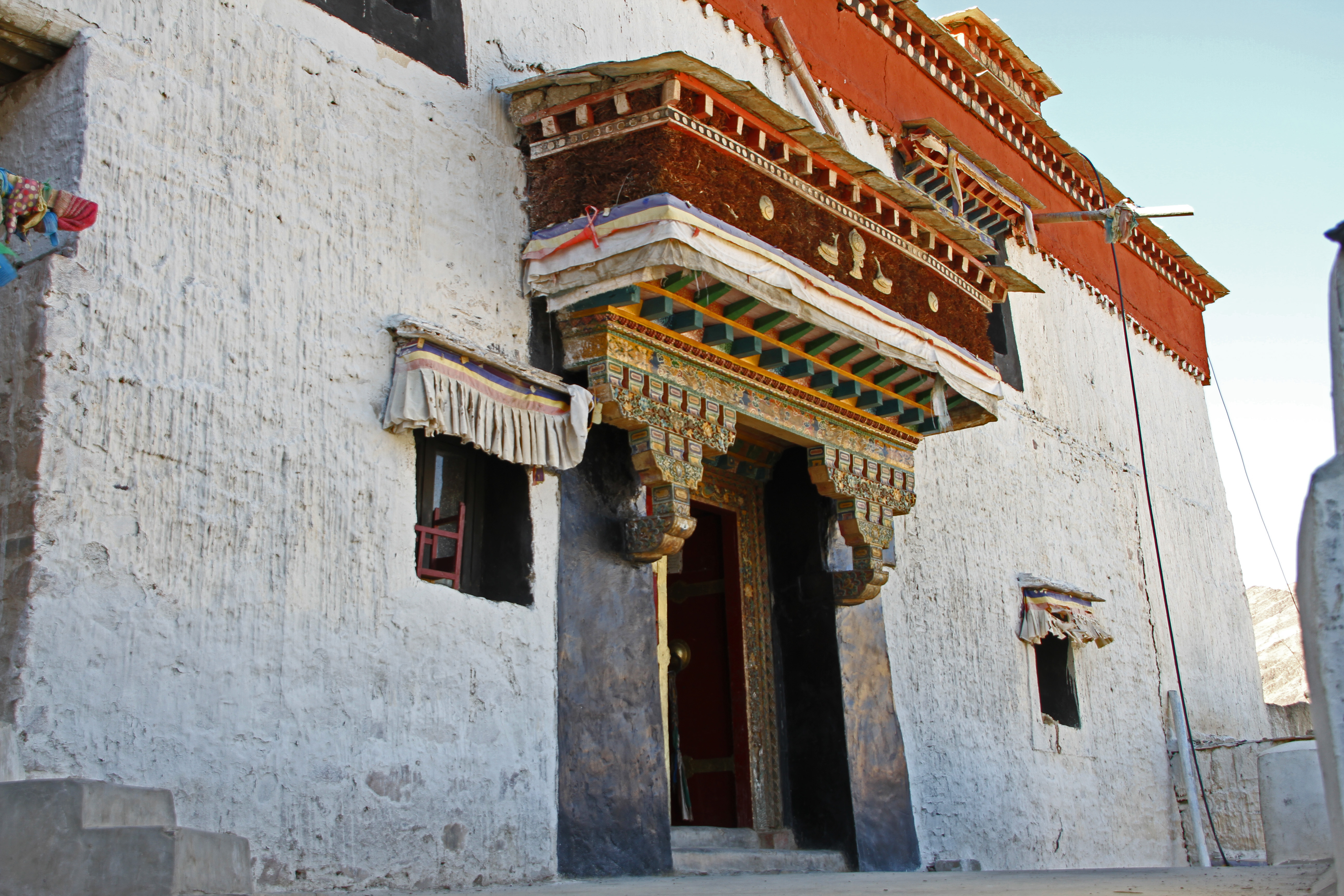
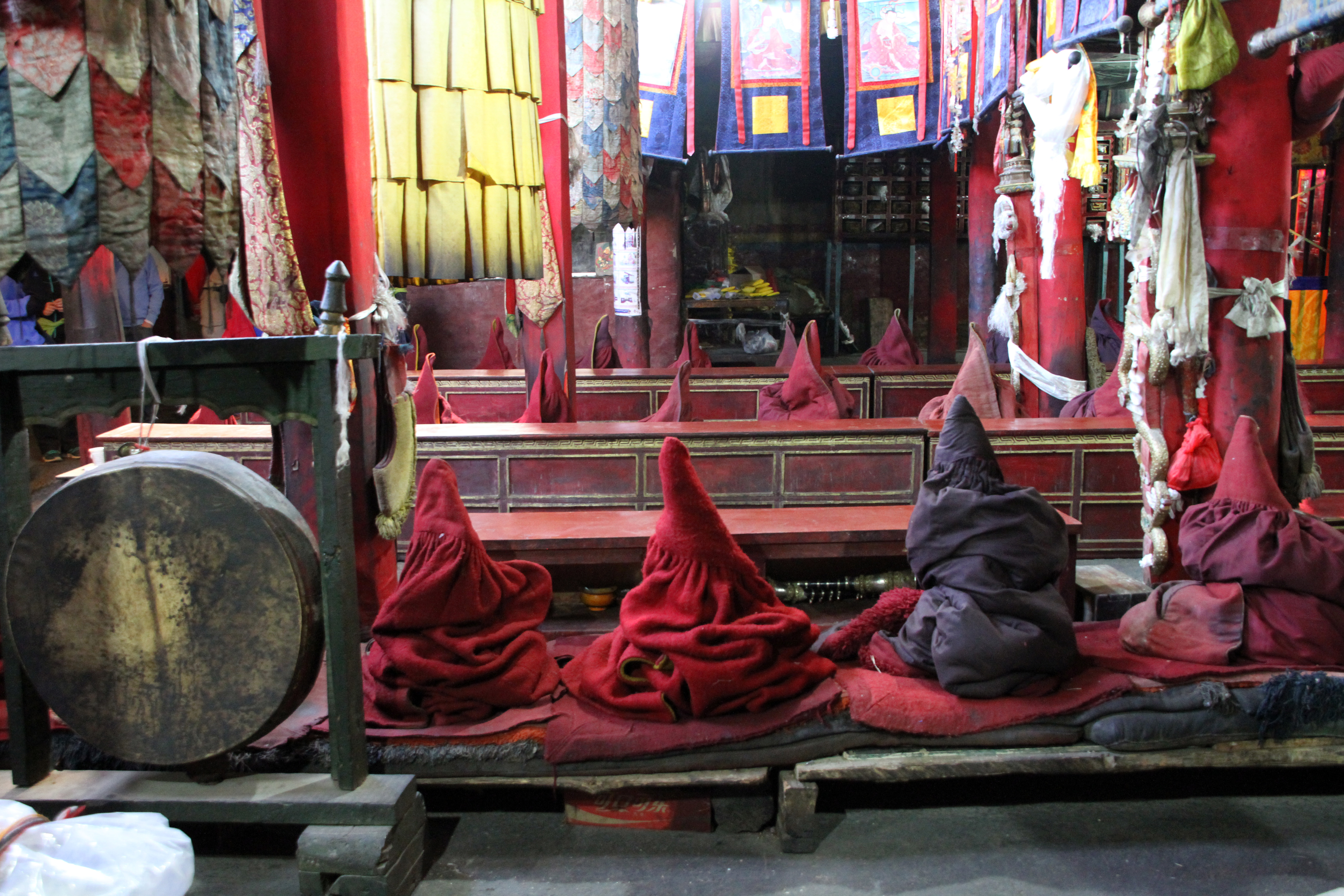

## 腳注
1. ↑  Strachey (1884), p. 4
2. ↑  . 中国·国家地名信息库.
3. ↑  . 中华人民共和国国家统计局. 2023 （中文（中国大陆））.[]
4. ↑  .   [2011-08-26]. （原始内容存档于2012-09-05）.
5. ↑  Dowman, Keith (1998). The Power-Places of Central Tibet: The Pilgrim's Guide, p. 280. Routledge & Kegan Paul Ltd., London. ISBN 0-7102-1370-0.
6. ↑  Buckley, Michael and Strauss, Robert. (1986) Tibet: a travel survival kit, pp. 193, 196. Lonely Planet Publications. ISBN 0-908086-88-1.
7. ↑  Dowman, Keith (1998). The Power-Places of Central Tibet: The Pilgrim's Guide, p. 281. Routledge & Kegan Paul Ltd., London. ISBN 0-7102-1370-0.

## 外部連結
- MSN encarta map[永久]